# Боянович, Мирослав
Мирослав Артур Боянович (пол. Mirosław Artur Bojanowicz, 1906 — 9 мая 1986) — польский филателист, который обосновался в Англии после Второй мировой войны и стал признанным экспертом по почтовым маркам Польши. Он часто выступал в качестве судьи на международных выставках, а в 1966 году был удостоен чести подписать Список выдающихся филателистов; Боянович был одним из очень немногих профессиональных филателистов, удостоенных этой чести.

## Ранний период жизни
Боянович родился в Югославии и в детстве переехал с родителями в Польшу. Он был боснийского происхождения, его настоящее имя было Miroslav Bojanović, которое было полонизировано в Mirosław Bojanowicz.
Перед войной он собирал почтовые марки Боснии и Герцеговины, за экспонирование которых получил золотую медаль в Варшаве в 1936 году. Позже он расширил свою коллекцию на всю Югославию.

## После Второй мировой войны
После войны он сформировал коллекцию истории почты и почтовых марок Польши за период с 1938 по 1946 год, которую в 1966 году передал в дар Британскому музею (ныне Британская библиотека). В эту коллекцию входят почта Лодзинского гетто, подпольные почты, почта варшавских скаутов, почта польского правительства в изгнании, почта военнопленных и почта Свободных сил Польши.

## Первая почтовая марка Польши
Он специализировался на первой почтовой марке Польши и, вероятно, имел одну из крупнейших коллекций этой марки в мире. Коллекция насчитывала около 1500 экземпляров этой марки, более 300 конвертов и около 600 документов этого периода. Он начал собирать эту коллекцию в 1952 году. Он был автором книги англ. «The Kingdom of Poland: Poland No 1 and associated Postal History» («Царство Польское: первая почтовая марка Польши и связанная с ней история почты») (1979).

## Дарение
В 1966 году Боянович передал в дар важную коллекцию польских почтовых марок и истории почты 1938—1946 годов Филателистическим коллекциям Британской библиотеки, где она образует Коллекцию Бояновича и дополняет Коллекцию Калуски.

## Награды
Боянович получил множество наград за свою коллекцию, в том числе:
- Гран-при 1960 года на Выставке столетия польской почтовой марки в Варшаве[10]
- Гран-при 1961 года президента Италии на Международной выставке в Мерано[10]
- Почётный Гран-при 1962 года на международной выставке в Будапеште[10]

С 1979 по 1982 год он был первым президентом Клуба Гран-при.
У Бояновича осталась жена Лина (урожденная Балестри), от которой у него две дочери.